# 千里村 (福島県)
千里村（ちさとむら）は福島県耶麻郡にかつて存在した村である。

## 地理
現在の猪苗代町の南部に位置する。
村は猪苗代湖の北岸に位置する。

## 歴史

### 村域の変遷
- 1889年（明治22年）4月1日 - 町村制施行により、千代田村・堅倉村・西舘村・磐里村が合併し耶麻郡千里村が発足。
- 1955年（昭和30年）3月1日 - 千里村は猪苗代町・翁島村・月輪村・吾妻村が合併し猪苗代町が発足。千里村は消滅。

変遷表
| 1868年 以前 | 1868年 以前 | 明治8年  | 明治22年 4月1日 | 昭和30年 3月1日 | 現在     |
| ----------- | ----------- | -------- | --------------- | --------------- | -------- |
|             | 南土田村    | 千代田村 | 千里村          | 猪苗代町        | 猪苗代町 |
|             | 嘉堂観村    | 千代田村 | 千里村          | 猪苗代町        | 猪苗代町 |
|             | 北高野村    | 千代田村 | 千里村          | 猪苗代町        | 猪苗代町 |
|             | 牛沼新田村  | 堅田村   | 千里村          | 猪苗代町        | 猪苗代町 |
|             | 入江村      | 堅田村   | 千里村          | 猪苗代町        | 猪苗代町 |
|             | 蜂屋敷村    | 堅田村   | 千里村          | 猪苗代町        | 猪苗代町 |
|             | 相名目村    | 堅田村   | 千里村          | 猪苗代町        | 猪苗代町 |
|             | 廻谷地村    | 堅田村   | 千里村          | 猪苗代町        | 猪苗代町 |
|             | 西舘村      |          | 千里村          | 猪苗代町        | 猪苗代町 |
|             | 島田村      | 磐里村   | 千里村          | 猪苗代町        | 猪苗代町 |
|             | 堤崎村      | 磐里村   | 千里村          | 猪苗代町        | 猪苗代町 |
|             | 百目貫村    | 磐里村   | 千里村          | 猪苗代町        | 猪苗代町 |
|             | 谷地村      | 磐里村   | 千里村          | 猪苗代町        | 猪苗代町 |

## 大字
- 千代田（ちよだ）
- 堅倉（かたくら）
- 西舘（にしだて）
- 磐里（いわさと）

## 人口・世帯

### 人口
総数 [単位： 人]
| 1889年（明治22年） | 2,004 |
| 1920年（大正 9年） | 2,067 |
| 1947年（昭和22年） | 2,802 |

### 世帯
総数 [単位： 世帯]
| 1920年（大正 9年） | 301 |
| 1947年（昭和22年） | 394 |

## 交通（廃止直前）

### 鉄道
- 日本国有鉄道（ → 東日本旅客鉄道）
  - ■磐越西線
    - 猪苗代駅

### 道路
- 二級国道
  - 国道115号（ → 国道49号）